# Aeroportul Jérémie
Aeroportul Jérémie (IATA: JEE, ICAO: MTJE) este un aeroport din Grand'Anse⁠(d), Haiti ce deservește zona Jérémie. A fost numit după zona deservită.
Situat la o altitudine de 45 m, aeroportul dispune de 1 pistă.

## Infrastructură

### Piste
Aeroportul dispune de o singură pistă. Pista are orientarea 10/28. 